# Henrik II. Sveti
Henrik II. "Sveti" (nje. Heinrich II. der Heilige; Bavarska, 6. svibnja 973. – Göttingen, 13. srpnja 1024.) bio je rimsko-njemački kralj od 1002., rimsko-njemački car (1014. – 1024.). 
Kao sin bavarskoga vojvode Henrika Svadljivog Henrik je bio praunuk kralja Henrika I. i time potjecao iz sporedne loze Otonske dinastije. Majka mu je bila princeza Gizela Burgundska. Nakon što je 9. srpnja 1002. okrunjen za njemačkoga kralja, papa Benedikt VIII. okrunio ga je 14. veljače 1014. za njemačko-rimskog cara. Henrik je bio posljednji car iz Otonske dinastije; papa Eugen III. proglasio ga je 1146. svetim. U braku s Kunigundom, koja je također proglašena svetom, nije imao djece. 
Za razliku od svoga prethodnika Otona III. Henrik je svoju pažnju usmjerio na zemlje sjeverno od Alpa, nekoliko puta ratovao je protiv Poljske; u Italiji je pak tri puta morao voditi rat, jer su ga na to prisilile tamošnje prilike.  Odbacio je težnje svoga prethodnika za obnovom Rimskoga Carstva i htio je za razliku od njega postići obnovu Franačkoga Carstva. Henrik je uskim osobnim i političkim vezama s Crkvom iznutra učvrstio državu. Darivanjem posjeda Crkvi i osnivanjem novih samostana Henrik je stabilizirao biskupije kao nositelje svoje kraljevske vlasti i tražio za to protuusluge. Osim toga također je pokušao ojačati kraljevsku vlast reformom samostana koji su morali davati dio vojnika kralju. 
Jedan od najvažnijih izvora za život Henrika II. i njegovo doba je kronika Thietmara Merseburškog, kojega je Henrik 1009. imenovao biskupom Merseburga. 

## Životopis

### Mladost
Henrik je za vrijeme dok je njegov otac Henrik Svadljivac (koji se više puta bunio protiv njegovih prethodnika Otona II. i Otona III.) bio u progonstvu živio u Hildesheimu. U tamošnjoj katedralnoj školi odgajan je za duhovni stalež, vjerojatno po uputi cara Otona II., koji je time htio sina svoga protivnika isključiti iz bilo kakvog sudjelovanja i utjecaja na prilike u državi. Henrik je svoje školovanje dovršio u Regensburgu. 
Nakon smrti svoga oca godine 995. Henrik je postao vojvodom Bavarske. 
Oko godine 1000. vjenčao se s Kunigundom iz kuće luksemburških grofova. Tim vjenčanjem stekao je Henrik korisne rodbinske veze na zapadu države. 

### Kralj
Usprkos svome porijeklu i rodbinskim odnosima s carem Otonom III., koji je umro bez djece, nisu svi prihvatili Henrikovu pretenziju za prijestoljem, jer Oton III. nije odredio tko će ga, u slučaju da umre bez djece, naslijediti. Ipak, druga dvojica kandidata odrekla su se svojih pretenzija, a presudila su i Henrikova obećanja plemstvu i Crkvi da će im darovati nove posjede. Većina svjetovnih i duhovnih velikaša izabrala ga je stoga 7. srpnja 1002. za kralja. Henrik je isti dan i okrunjen u Mainzu. 
Novi je kralj sljedećih mjeseci na obilazio državu kako bi time i simbolično dobio potvrdu svoga izbora za kralja. Put ga je vodio preko Tiringije, Saske, Donje Lotaringije, Švapske i Bavarske prema Gornjoj Lotaringiji. To je bio običaj još u doba franačkih Merovinga. Obnovu toga običaja u Henrikovo doba povjesničari interpretiraju kao novo razumijevanje da su njemačka vojvodstva i njihovi velikaši jedna zatvorena zajednica. Time je novi vladar i simbolički htio ojačati unutarnji integritet države. Henrik je tokom cijele svoje vladavine nastavio obilaziti vojvodstva svoje države. 
Iako je novi vladar bio veoma religiozan i željan da njegova vladavina bude doba mira i pravičnosti, njegova je vladavina bila ispunjena brojnim ratovima. 

#### Henrik postaje kraljem Langobarda (Rex Langobardorum)
Godine 1004. poveo je Henrik rat protiv markgrofa Arduina od Ivreje, koji se proglasio za kralja Langobarda, a podržavali su ga i neki talijanski biskupi. No nisu svi biskupi bili zadovoljni. Biskup Verone pozvao je u pomoć Henrika. Većina velikaša i biskupa sjeverne Italije prešla je tada u Henrikov tabor, koji je 14. svibnja 1004. u Paviji okrunjen za kralja Langobarda (Rex Langobardorum). No Pavija se pobunila protiv novoga kralja tako da je još iste noći izvršen masakr. Henrikova vojska opustošila je grad, ubila mnoge njegove stanovnike i opljačkala njihova trupla. 
Nakon što su ga i ostali velikaši gornje Italije priznali za kralja Henrik se u ljeto 1004. povukao u Njemačku ne stekavši carsku krunu. Arduin od Ivreje konačno je pobijeđen tek nakon deset godina borbi. 
Arduin je umro 14. veljače 1015. u jednom samostanu. On je bio posljednji nacionalni kralj Italije za duga stoljeća, sve do Viktora Emanuela II., koji je 1861. postao kraljem ujedinjene Italije. 

#### Ratovi protiv Poljske
Henrik je između 1004. i 1018. vodio tri duga i više manjih ratova protiv poljskoga kneza, kasnije kralja Boleslava I. Hrabrog. Boleslav je naime još 1001. okončao svaku ovisnost Poljske o Svetom Rimskom Carstvu, a zatim je od Henrika dobio Lužicu kao lenski posjed, dok je Meissensku marku osvojio oružjem. Boleslav je još k tome 1003. intervenirao u Češkoj te cijelu Češku i Moravsku pripojio Poljskoj, koja je tako postala snažna država te ugrožavala njemačke interese na Istoku. Henrik se isprva zbog pobuna u svojoj državi i rata u Italiji nije mogao oduprijeti takvom razvoju događaja te je tek nakon povratka iz Italije 1004. organizirao široku koaliciju protiv Poljske. Mir je sklopljen nakon godinu dana borbi (1005.) kojim se Češka otela poljskoj vrhovnoj vlasti, ali je morala priznati njemačku vrhovnu vlast; Lužica je pripala Njemačkoj, a Poljska je zadržala Moravsku i Slovačku. 
No već nakon nekoliko mjeseci Henrik je opet napao Poljsku. Ali njegova je vojska poražena, tako da je morao sklopiti novi mir s Boleslavom. Sve je ostalo na statusu quo. 
1007. poveo je Henrik i treći rat protiv Poljske, koji je potrajao šest godina. Pri tome nije postigao praktički nikakve vojne uspjehe. Mir je sklopljen 1013. Došlo je do kompromisa: Boleslav je dobio Lužicu kao vazal njemačkoga kralja, ali je sva ostala područja, uključujući i Meissensku marku mogao zadržati kao samostalan vladar.

## Car

#### Krunidba u Rimu
Budući da se Henrik za razliku od svojih prethodnika koncentrirao na sjeverna i istočna područja, u Rimu je feudalna aristokracija postavljala pape po svojoj volji, jer od smrti Otona III. 1002. nije bilo okrunjenog cara. Henrik je krajem 1013. pošao na drugi vojni pohod na Italiju, ali je ovaj put s vojskom produžio sve do Rima. Tamo ga je papa Benedikt VIII. 14. veljače 1014. okrunio za njemačko-rimskog cara. Henrik se zatim povukao u gornju Italiju ostavivši papi neposrednu vlast u Papinskoj državi. 

#### Četvrti rat protiv Boleslava Hrabrog
Odnosi su se međutim opet zakomplicirali. Boleslav se naime upleo u sukobe u Kijevskoj državi (1018. osvojio je Kijev). Nakon što se vratio iz Rusije osvojio je Lužicu, ali se opet morao vratiti u Kijev zbog međusobnih razračunavanja sinova kneza Kijevske Rusije Vladimira. Car Henrik je s druge strane bio prisiljen braniti svoje posjede u Flandriji i intervenirati u kraljevstvu Arelat (sjedinjenoj Gornjoj i Donjoj Burgundiji) gdje se tamošnji kralj Rudolf III. obvezao da će svoje kraljevstvo nakon smrti ostaviti Henriku. Car je međutim 1015. započeo i četvrti rat protiv Poljske. Budući da Henrik i opet nije postigao nikakve vojne uspjehe, sklopljen je godine 1018. mir. Tim mirom morao je Henrik konačno priznati da je Poljska ravnopravna država Njemačkoj. 

#### Rat protivBizanta
Henrikov angažman u Italiji i njegova krunidba za cara doveli su ga u sukob s Bizantom, koji je upravo u to doba pod vladavinom cara Bazilija II. bio na vrhuncu moći. Bizant je ojačao svoju vlast u južnoj Italiji što ga je dovelo u sukob s njemačkim carem. Henrik je na želju pape, koji se osjećao ugrožen zbog jačanja bizantske vlasti na jugu Italije, krenuo 1021. u rat protiv Bizanta. Ali doživio je neuspjeh jer je njegova vojska bila oslabljena bolestima. No ni Bizant nije imao koristi od toga jer je Bazilije II. uskoro (1025.) umro nakon čega u Bizantu počinje doba stagnacije što rezultira među ostalim i gubljenjem pozicija u južnoj Italiji.

#### Smrt
Henrik II. umro je 13. srpnja 1024. Pokopan je u katedrali u Bambergu. Budući da nije imao djece, njegovom smrću izumrla je Otonska dinastija u muškoj lozi. Naslijedio ga je Konrad II.

## Značaj
Henrikova vladavina izgradila je za budućnost veoma važne odnose na području crkvene politike u Njemačkoj. Prihvaćajući i pomažući crkvenu reformu, on je smatrao da će se svećenstvo najbolje disciplinirati, ako dođe pod strogi nadzor svjetovne vlasti. U tu je svrhu inzistirao na svome isključivom pravu da imenuje biskupe i opate samostana. Svoj je utjecaj nametao Crkvi i u dogmatskim pitanjima. Premda su za njegove vladavine uspjesi reformnoga pokreta bili znatni, u biti se pod nadzorom njegove vlasti izgrađivala nova, snažna crkvena hijerarhija. Reformirani samostani bili su striktno podvrgnuti mjesnome biskupu, a ovi opet izravno kralju. Njihova javna djelatnost doprinijela je ozdravljenju crkvenog života, ali je u isti mah bila i snažan oslonac kraljevskoj i carskoj vlasti protiv velikaša. U tom mislu, iako u malo drugačijim okolnostima, ostvareni je odnos obnavljao savez vladara i Crkve, kakav je bio u doba cara Otona I., a protiv vlasti velikaša. Tako je Henrik II. stjecajem povijesnih okolnosti Crkvu u Njemačkoj podvrgao sebi, dok je Italiju, osobito Papinsku državu, prepustio feudalnoj anarhiji. Njegova je crkvena politika uvelike pridonijela discipliniranju svećenstva, ali je i padom Crkve u ovisnost o državi, stvorena klica budućih sukoba, koji će se u borbi za investituru rasplamsati u drugoj polovici 11. stoljeća. 